# Giro d'Itàlia de 1934
El Giro d'Itàlia de 1934 fou la vint-i-dosena edició del Giro d'Itàlia i es disputà entre el 19 de maig i el 10 de juny de 1934, amb un recorregut de 3.706 km distribuïts en 17 etapes, dues d'elles contrarellotge individuals. 105 ciclistes hi van prendre part, acabant-la 52 d'ells. La sortida i arribada es feu a Milà.

## Història
Learco Guerra, vencedor de deu etapes, va aconseguir la seva única victòria a la general del Giro d'Itàlia. Tot i la gran quantitat de victòries d'etapa que va aconseguir no ho tingué gens fàcil per a aconseguir la victòria, ja que va patir molt en les etapes de muntanya, especialment en la 8a, amb final a Campobasso, i en la 13a, amb final a Bolonya, en què perdé la maglia rosa. Finalment va superar Francesco Camusso per un marge inferior al minut d'avantatge gràcies a la contrarellotge individual de la 14a etapa. Giovanni Cazzulani fou tercer i Remo Bertoni guanyà la classificació de la muntanya.

## Classificacions finals

### Classificació general
| Classificació General                  | Classificació General     | Classificació General | Classificació General |
| Pos.                                   | Ciclista                  | Equip                 | Temps                 |
| -------------------------------------- | ------------------------- | --------------------- | --------------------- |
| 1                                      | Learco Guerra (ITA)       | Maino                 | 121h 17' 17"          |
| 2                                      | Francesco Camusso (ITA)   | Gloria                | + 51"                 |
| 3                                      | Giovanni Cazzulani (ITA)  | Gloria                | + 4' 59"              |
| 4                                      | Giuseppe Olmo (ITA)       | Bianchi               | + 5' 39"              |
| 5                                      | Giovanni Gotti (ITA)      | Independent           | + 8' 01"              |
| 6                                      | Remo Bertoni (ITA)        | Legnano               | + 15' 30"             |
| 7                                      | Domenico Piemontesi (ITA) | Maino                 | + 15' 30"             |
| 8                                      | Adriano Vignoli (ITA)     | Independent           | + 24' 46"             |
| 9                                      | Luigi Giacobbe (ITA)      | Maino                 | + 25' 58"             |
| 10                                     | Luigi Barral (ITA)        | Bianchi               | + 33' 18"             |
| 105 participants, 52 acabaren la cursa |                           |                       |                       |

### Classificació de la muntanya
|   | Ciclista                 | Equip   | Punts |
| - | ------------------------ | ------- | ----- |
| 1 | Remo Bertoni (ITA)       | Legnano | --    |
| 2 | Luigi Barral (ITA)       | Bianchi | --    |
| 3 | Félicien Vervaecke (BEL) | Ganna   | --    |

## Etapes
| Etapa | Data       | Recorregut                   | Km  | Vencedor d'etapa         | Líder de la general     |
| ----- | ---------- | ---------------------------- | --- | ------------------------ | ----------------------- |
| 1a    | 18 de maig | Milà – Torí                  | 169 | Francesco Camusso (ITA)  | Francesco Camusso (ITA) |
| 2a    | 20 de maig | Torí - Gènova                | 206 | Learco Guerra (ITA)      | Francesco Camusso (ITA) |
| 3a    | 22 de maig | Gènova - Liorna              | 220 | Learco Guerra (ITA)      | Francesco Camusso (ITA) |
| 4a    | 23 de maig | Liorna - Pisa (CRI)          | 45  | Learco Guerra (ITA)      | Learco Guerra (ITA)     |
| 5a    | 24 de maig | Pisa - Roma                  | 333 | Learco Guerra (ITA)      | Learco Guerra (ITA)     |
| 6a    | 26 de maig | Roma - Nàpols                | 228 | Learco Guerra (ITA)      | Learco Guerra (ITA)     |
| 7a    | 27 de maig | Nàpols - Bari                | 339 | Adriano Vignoli (ITA)    | Learco Guerra (ITA)     |
| 8a    | 29 de maig | Bari - Campobasso            | 245 | Félicien Vervaecke (BEL) | Giuseppe Olmo (ITA)     |
| 9a    | 30 de maig | Campobasso - Teramo          | 283 | Learco Guerra (ITA)      | Learco Guerra (ITA)     |
| 10a   | 31 de maig | Teramo - Ancona              | 214 | Learco Guerra (ITA)      | Learco Guerra (ITA)     |
| 11a   | 2 de juny  | Ancona - Rímini              | 213 | Learco Guerra (ITA)      | Learco Guerra (ITA)     |
| 12a   | 3 de juny  | Rímini - Florència           | 176 | Learco Guerra (ITA)      | Learco Guerra (ITA)     |
| 13a   | 4 de juny  | Florència - Bolonya          | 120 | Giuseppe Olmo (ITA)      | Francesco Camusso (ITA) |
| 14a   | 6 de juny  | Bolonya - Ferrara (CRI)      | 59  | Learco Guerra (ITA)      | Learco Guerra (ITA)     |
| 15a   | 7 de juny  | Ferrara - Trieste            | 273 | Fabio Battesini (ITA)    | Learco Guerra (ITA)     |
| 16a   | 8 de juny  | Trieste - Bassano del Grappa | 273 | Giuseppe Olmo (ITA)      | Learco Guerra (ITA)     |
| 17a   | 10 de juny | Bassano del Grappa - Milà    | 315 | Giuseppe Olmo (ITA)      | Learco Guerra (ITA)     |